# Serguei Stàrostin
Serguei Anatólievitx Stàrostin (ciríl·lic: Сергéй Анатóльевич Стáростин), (Moscou, 24 de març de 1953 - Moscou, 30 de setembre de 2005) va ser un filòleg i lingüista històric rus, molt conegut per les reconstruccions de protollengües i per la seva controvertida teoria de les llengües altaiques, per la formulació de la hipòtesi dené-caucàsica i per la proposta d'una llengua boreana encara més antiga. També va ser l'autor d'una reconstrucció àmpliament respectada del xinès antic.

## Les protollengües euroasiàtiques i la teoria altaica
El 1986, Stàrostin i Igor M. Diakonoff van suggerir que les llengües hurro-urartianas pertanyien a la família de llengües caucàsiques del nord-est. Stàrostin va ser també fonamental per a la reconstrucció, a través del mètode comparatiu, d'algunes protollengües que estarien a l'origen de les diverses famílies lingüístiques d'Euràsia: el protokiranti, el prototibetobirmà, protoienisseià, protocaucàsicseptentrional i el protoaltaic. També va estudiar les llengües turqueses, les llengües mongòliques i les llengües tungusses, sostenint que tenen un origen comú en el si de les llengües altaiques. Va desenvolupar la teoria, plantejada ja per Abu al-Ghazi Bahadur Khan al segle xvii, però realment reactivada per Gustaf John Ramstedt a principis del segle xx, que el japonès i el coreà són també llengües altaiques, reconstruint un idioma protoaltaic.

## La hipòtesi denécaucàsica
Stàrostin va treballar molt en les llengües caucàsiques i va defensar el parentiu de dos dels seus grups, les llengües abkhazoadigué/circassianes (o llengües caucàsiques del nord-oest) i les llengües nakh-daguestaneses (o llengües caucàsiques del nord-est), en el si d'una família caucàsica septentrional comuna. De la mateixa manera, també va treballar en la reconstrucció de les protollengües que estarien a l'origen de les llengües sinotibetanes i de les llengües ienisseianes. A partir de 1984, va desenvolupar una hipòtesi sinócaucasiana segons la qual les llengües caucàsiques septentrionals, tal com s'han definit amb anterioritat, les sinotibetanes i les llengües ienisseianes, compartirien un origen comú. La hipòtesi va ser ampliada el 1991 per Sergei Nikolaev a les llengües na-dené, una família de llengües ameríndies, i el 1996 per John Bengtson al basc i al buruixaski, constituint tots aquests idiomes la superfamília denécaucàsica. Aquesta teoria segueix sent avui molt polèmica i rebutjada per molts de lingüistes. El 1985, Stàrostin va començar a construir una base de dades etimològica a partir d'una gran quantitat d'idiomes eurasiàtics, anomenada "Torre de Babel".

## Les llengües boreanes
Segons Stàrostin, les macrofamílies dené-caucàsiques i àustriques, juntament amb la macrofamília nostràtica (tal com preveu Vladislav Illich-Svitych, amb algunes modificacions), es poden vincular encara més en una etapa anterior, que Stàrostin va anomenar llengües boreanes (és a dir, 'del nord').
Serguei Stàrostin va morir d'un atac cardíac el 30 de setembre de 2005, poc després d'haver impartit una classe a Moscou. Era professor de la Universitat Estatal de Moscou, professor visitant de l'Institut de Santa Fe i professor convidat de la Universitat de Leiden als Països Baixos, que el juny de 2005 li va atorgar el doctorat honoris causa.

## Obres
- 1984 Gipoteza o genetičeskich svjazjach sino-tibetskich jazykov s enisejskimi i severnokavkazskimi jazykami. (« Une hypothèse sur la parenté génétique des langues sino-tibétaines avec les langues nord-caucasiennes et ienisseïennes ») Lingvističeskaja rekonstrukсija i drevnenejšaja istorija vostoka 4, Moscou. (Versió angkesa per Chevorochkine, 1991)
- 1986 (amb Igor Mikhaïlovitch Diakonov) Hurro-Urartian as an Eastern Caucasian language. R. Kitzinger, Múnic.
- 1989 Rekonstrukcija drevnekitajskoj fonologičeskoj sistemy («Reconstrucció del sistema fonològic del cinès antic») Nauka, Moscou.
- 1989 Nostratic and Sino-Caucasian. A : Vitali Chevorochkine (dir.): Explorations in Language Macrofamilies. Brockmeyer, Bochum.
- 1991 Altajskaja problema i proischoždenije japonskogo jazyka. («Es problema altaic i l'origen de la llengua japonesa») Nauka, Moscou.
- 1994 (amb Sergueï Nikolaïev) A North Caucasian etymological dictionary. Asterisk Publishers, Moscou.
- 1996 (amb Ilia Peiros) A comparative vocabulary of five Sino-Tibetan languages. 5 vols. University of Melbourne, Department of Linguistics and Applied Linguistics, Parkville, VIC.
- 2003 (amb Anna Dybo i Oleg Moudrak) Etymological dictionary of the Altaic languages. 3 vol. Brill, Leyde.